# Jefferson Farfán
Jefferson Agustín Farfán Guadalupe (Lima, 26 de outubro de 1984) é um ex-futebolista peruano que atuava como atacante.

## Carreira

### Clubes
Farfán começou nas categorias de base do Deportivo Municipal em 1998, com treze anos, foi vendido por uma soma modesta ao Alianza Lima. Iniciou sua carreira profissional com o Alianza em 2001. Naquele ano, estreou na primeira divisão em 28 de julho, numa partida contra o Deportivo Wanka. Embora tenha feito algumas aparições no time principal naquele ano, Farfán só começou a aparecer mais em 2002, sendo considerado a revelação do ano. Em 2003, foi o melhor do campeonato e conduziu o Alianza ao título do Campeonato Peruano, inclusive anotando o gol decisivo nos acréscimos na final contra o Sporting Cristal. Em sua última temporada com o clube, em 2004, Farfán marcou 14 gols, levando o time a outro título nacional. Seguindo aquela temporada, ele foi adquirido pelo PSV Eindhoven, da Holanda, por 2 milhões de euros.

### PSV
Também contribuiu com gols vitais para o PSV tanto domesticamente como na Liga dos Campeões, que viu o clube chegar bem às semifinais na temporada 2004-05.

### Schalke 04
Em 10 de junho de 2008, o Schalke 04 anunciou a contratação de Farfán junto ao PSV Eindhoven por um valor de 10 milhões de euros, com o atleta assinando um contrato de quatro anos.
Em 28 de abril de 2012, com seu contrato próximo de expirar, o Schalke anunciou que Farfán assinou uma extensão de contrato, válido até 2016, porém só cumpriu até 2015, quando se transferiu para o Al-Jazira. 

### Oriente Médio e Rússia
No país árabe, vai receber um salário de 3 milhões de euros por temporada.
Depois de passagem apagada pelo futebol dos Emirados Árabes, acertou com o Lokomotiv Moscou, numa transferência sem custos para o time russo.

## Seleção
Farfán é um jogador importante para a Seleção Peruana. Desde que fez sua estreia em fevereiro de 2003, já fez mais de 70 partidas.
Ele acabou as Eliminatórias para a Copa de 2006 como o vice-artilheiro, com sete gols.
Em 7 de dezembro de 2007, junto com Santiago Acasiete, Claudio Pizarro e Andrés Mendoza, Farfán foi suspenso de maneira indefinida da seleção peruana por sua participação em atos de indisciplina no hotel da seleção dois dias antes do Peru ser goleado pelo Equador por 5 a 1.
Em partida contra a Nova Zelândia pela repescagem das Eliminatórias da Copa do Mundo, marcou um dos gols da vitória por 2 a 0. Com o resultado, o Peru se classificou para a Copa do Mundo de 2018, 36 anos após a última participação da equipe.

## Títulos
Lokomotiv Moscou
- Campeonato Russo: 2017–18
- Copa da Rússia: 2016–17,2018-19

Al-Jazira
- Copa do Presidente: 2015–16

Schalke 04
- Supercopa da Alemanha: 2011
- Copa da Alemanha: 2010–11

PSV Eindhoven
- Campeonato Holandês: 2004–05, 2005–06, 2006–07 e 2007–08
- Copa da Holanda: 2004–05

Alianza Lima
- Campeonato Peruano: 2001, 2003 e 2004, 2021,2022